# Climatologia de tornados

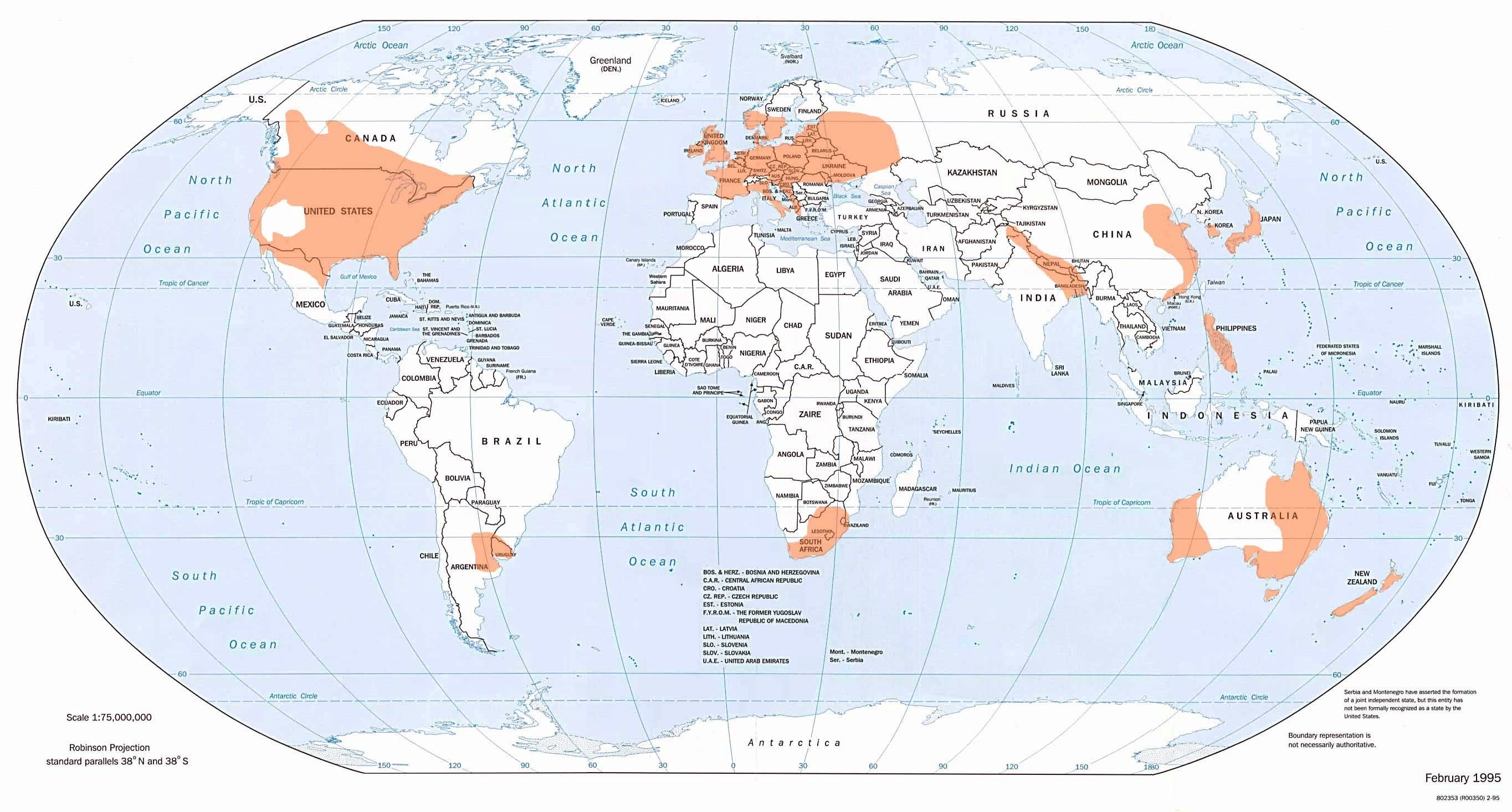
As áreas do mundo com maior frequência de tornados são indicadas pelas marcações em laranja.

Tornados já foram registrados em todos os continentes, exceto na Antártida. Eles são mais comuns em latitudes médias, onde as condições geralmente são favoráveis ao desenvolvimento de tempestades convectivas severas. Os Estados Unidos possuem o maior número de tornados de todos os países, bem como os tornados mais fortes e violentos. Uma grande parte desses tornados se formam em uma área do centro dos Estados Unidos popularmente conhecida como Tornado Alley. O Canadá é o segundo país com mais tornados. Ontário e as províncias das pradarias apresentam a maior frequência. Outras áreas do mundo que possuem tornados frequentes incluem partes significativas da Europa, África do Sul, Filipinas, Bangladesh, Paquistão, partes da Argentina, Uruguai, Paraguai, centro-sul do Brasil, norte do México, leste e oeste da Austrália, Nova Zelândia e extremo leste da Ásia.
Relatos de tornados nos EUA são oficialmente coletados desde 1950. Esses relatórios foram coletados pelo National Climatic Data Center (NCDC), sediado em Asheville, Carolina do Norte. Um tornado pode ser relatado mais de uma vez, como quando uma tempestade cruza a fronteira de um condado e os relatórios são feitos de dois condados. A gravidade dos tornados (nos Estados Unidos, China, França e Canadá) é medida pela Escala Fujita Melhorada, que mede a intensidade do tornados em uma escala de EF0 a EF5 com base no grau de destruição. As classificações são feitas depois que o tornado se dissipa e o rastro de danos é cuidadosamente estudado por profissionais do clima. Uma série de surtos contínuos de tornados é conhecida como sequência de ondas de tornados.

## Condições necessárias
Nem toda tempestade, supercélula, linha de instabilidade ou ciclone tropical produzirá um tornado. Condições atmosféricas precisas são necessárias para a formação até mesmo de um tornado fraco. Os tornados podem se formar em qualquer mês quando as condições são favoráveis. Mais de 1.000 tornados são relatados por ano nos Estados Unidos contíguos. A alta frequência de tornados na América do Norte se deve em grande parte à geografia, já que a umidade do Golfo do México é facilmente transportada para o meio do continente com poucas barreiras topográficas no caminho. As Montanhas Rochosas bloqueiam a umidade proveniente do Pacífico e restringem o fluxo atmosférico, forçando o ar mais seco para os níveis médios da troposfera. Os ventos descendentes das Montanhas Rochosas forçam a formação de uma linha seca quando o fluxo no alto é forte, enquanto o Golfo do México distribui abundante umidade de baixo nível. Essa topografia única permite colisões frequentes de ar quente e frio, condições que geram tempestades fortes e duradouras durante todo o ano. Esta área se estende até o Canadá, particularmente Ontário e as Províncias das Pradarias. Tornados também podem ser desencadeados por ciclones tropicais, embora os tornados causados por ciclones tropicais sejam geralmente muito mais fracos e difíceis de detectar. O inverno é a época menos comum para a ocorrência de tornados, já que a atividade de ciclones tropicais é praticamente inexistente nessa época, e é mais difícil para o ar tropical marítimo quente e úmido substituir o ar gélido do Ártico do Canadá. Ocorrências de tornados no inverno são encontradas principalmente nos estados do Golfo e na Flórida (embora tenha havido algumas exceções notáveis).
A região do corredor de tornados da América do Sul é favorável a tornados e tempestades severas devido ao grande tamanho da Planície dos Pampas, onde o ar frio e seco da Patagônia, dos Andes e da Antártida colide com o ar quente e úmido de áreas do Brasil, norte da Argentina e Paraguai.
A Europa tem alguns pequenos "corredores de tornados" - provavelmente devido a colisões frontais como no sul e leste da Inglaterra, mas também porque a Europa é dividida por cadeias de montanhas como os Alpes. O Vale do Pó (Pianura Padana) é uma das áreas que mais sofrem com atividades tornádicas do que qualquer outro lugar no continente europeu. Localizada no "coração" da Europa, entre os Alpes e os Apeninos, a colisão entre o ar frio e o ar quente durante os meses de verão permite facilmente o surgimento de tempestades convectivos severas. Os tornados mais frequentes ocorrem na parte leste das Planícies Europeias. Partes da Estíria (Steiermark) na Áustria podem ser um corredor de tornados, e este país teve pelo menos três tornados F3 desde 1900. Tornados F3 e talvez um F4 também ocorreram no norte da Finlândia.

## Ocorrências geográficas
Os Estados Unidos é o país com o maior número de tornados. Muitos deles se formam em uma área dosEstados Unidos conhecida como Tornado Alley. Esta área se estende até o Canadá, particularmente nas províncias das pradarias e Ontário. A atividade no Canadá, no entanto, é menos frequente e intensa que a dos EUA. Tornados fortes ocorrem ocasionalmente no norte do México. Uma grande região da América do Sul também é caracterizada por tempestades supercelulares que produzem intensas granizadas, downbursts, inundações repentinas e tornados durante a primavera, o verão e o início do outono. Essa área abrange a maior parte do centro da Argentina, sul do Paraguai, centro-sul do Brasil e todo o Uruguai.
Outras áreas do mundo que têm tornados fortes e frequentes incluem Alemanha, República Checa, Austria, Sicília, Itália, região de Bengala China e Filipinas. Austrália, França, Rússia, algumas áreas do Oriente Médio e Japão possuem um histórico de múltiplos eventos de tornados devastadores. Bangladesh e áreas vizinhas do leste da Índia sofrem com alguns tornados anualmente, de gravidade semelhante aos tornados mais fortes dos EUA. Eles ocorrem com um intervalo de recorrência maior, mas em uma região menor. O número anual de óbitos humanos causadas por tornados em Bangladesh é estimado em 179 óbitos por ano, o que é muito maior do que nos Estados Unidos. Isto deve-se provavelmente à densidade populacional, à má qualidade da construção, à falta de conhecimentos sobre segurança em caso de tornados e à falta de avisos, entre outros fatores.

### Número de tornados por região
Várias agências governamentais e estudos acadêmicos publicados monitoraram o número de tornados com base na região geográfica.
| Região         | Estudo conduzido por | Anos de estudo | # de tornados | Referências         |
| -------------- | --- | -------------- | ------------- | ------------------- |
| Europa         | European Severe Storms Laboratory (ESSL) German Aerospace Center Karlsruhe Institute of Technology Max Planck Institute for Nuclear Physics ORF Austrian Broadcasting Corporation | 66–2021        | 17,874        | [ 9 ] [ 10 ] [ 11 ] |
| Chile          | University of Chile University of O'Higgins Center for Climate and Resilience Research Dirección Meteorológica de Chile CEILAP UNIDEF                                             | 1633–2022      | 51            | [ 9 ] [ 12 ]        |
| Estados Unidos | Thomas P. Grazulis | 1680–1949      | 7,082         | [ 9 ] [ 13 ]        |
| Austrália      | Bureau of Meteorology | 1795–2019      | 1,326         | [ 9 ] [ 14 ]        |
| Bengala        | Cooperative Institute for Research in the Atmosphere Colorado State University National Weather Service ENSCO, Inc.                                                               | 1838–2003      | 87            | [ 9 ] [ 15 ]        |
| Argentina      | University of Buenos Aires | 1889–2017      | 330           | [ 9 ] [ 16 ]        |
| África do Sul  | Z. Muller with AfriWX | 1907–2022      | 325           | [ 9 ] [ 17 ]        |
| Nova Zelândia  | National Institute of Water and Atmospheric Research | 1908–2019      | 107           | [ 9 ] [ 18 ]        |
| Brasil         | Universidade de São Paulo | 1923–2009      | 81            | [ 9 ] [ 19 ]        |
| Brasil         | Universidade Estadual de Ponta Grossa | 1970–2023      | 711           | [ 20 ]              |
| Estados Unidos | Storm Prediction Center | 1950–2022      | 65,057        | [ 9 ] [ 21 ]        |
| Estados Unidos | National Centers for Environmental Information | 1950–2022      | 66,178        | [ 9 ] [ 22 ]        |
| Bengala        | Bangladesh University of Engineering and Technology | 1964–2013      | 25            | [ 9 ]               |
| Estados Unidos | National Weather Service | 1965–2022      | 6,874         | [ 9 ] [ 23 ]        |
| Canadá         | Environment and Climate Change Canada | 1980–2009      | 1,834         | [ 9 ] [ 24 ]        |
| China          | Tongji University | 2003–2019      | 734           | [ 9 ] [ 25 ]        |
| México         | National Autonomous University of Mexico Autonomous University of Zacatecas Instituto Potosino de Investigación Científica y Tecnológica                                          | 2007–2020      | 350           | [ 9 ] [ 26 ]        |
| Japão          | Japan Meteorological Agency | 2007–2020      | 531           | [ 9 ]               |
| China          | Peking University | 2007–2016      | 983           | [ 9 ] [ 27 ]        |
| Canadá         | Northern Tornadoes Project, Western University | 2017–2021      | 375           | [ 9 ]               |

### África
Tornados ocorrem no extremo sul da África (incluindo os países da África do Sul, Lesoto e Eswatini). Em Outubro de 2011, duas pessoas morreram e quase 200 ficaram feridas após a formação de um tornado, perto de Ficksburg, no Estado Livre; mais de 1.000 barracos e casas foram destruídos. Há também a incidência sazonal de tornados na costa da África Ocidental. Eles ocorrem durante o início da estação chuvosa, quando ventos intensos acompanhados por aguaceiros torrenciais, bem como trovões e relâmpagos espetaculares, atingem a costa. As tempestades geradoras de tornados eram frequentemente bem recebidas pelos colonos da região, pois dissipavam o calor e a umidade baixa extrema durante os últimos dias da estação seca. Os tornados estão frequentemente embutidos nas linhas de tempestade africanas, mas danificam as colheitas e diminuem qualquer efeito benéfico das chuvas.

### Ásia

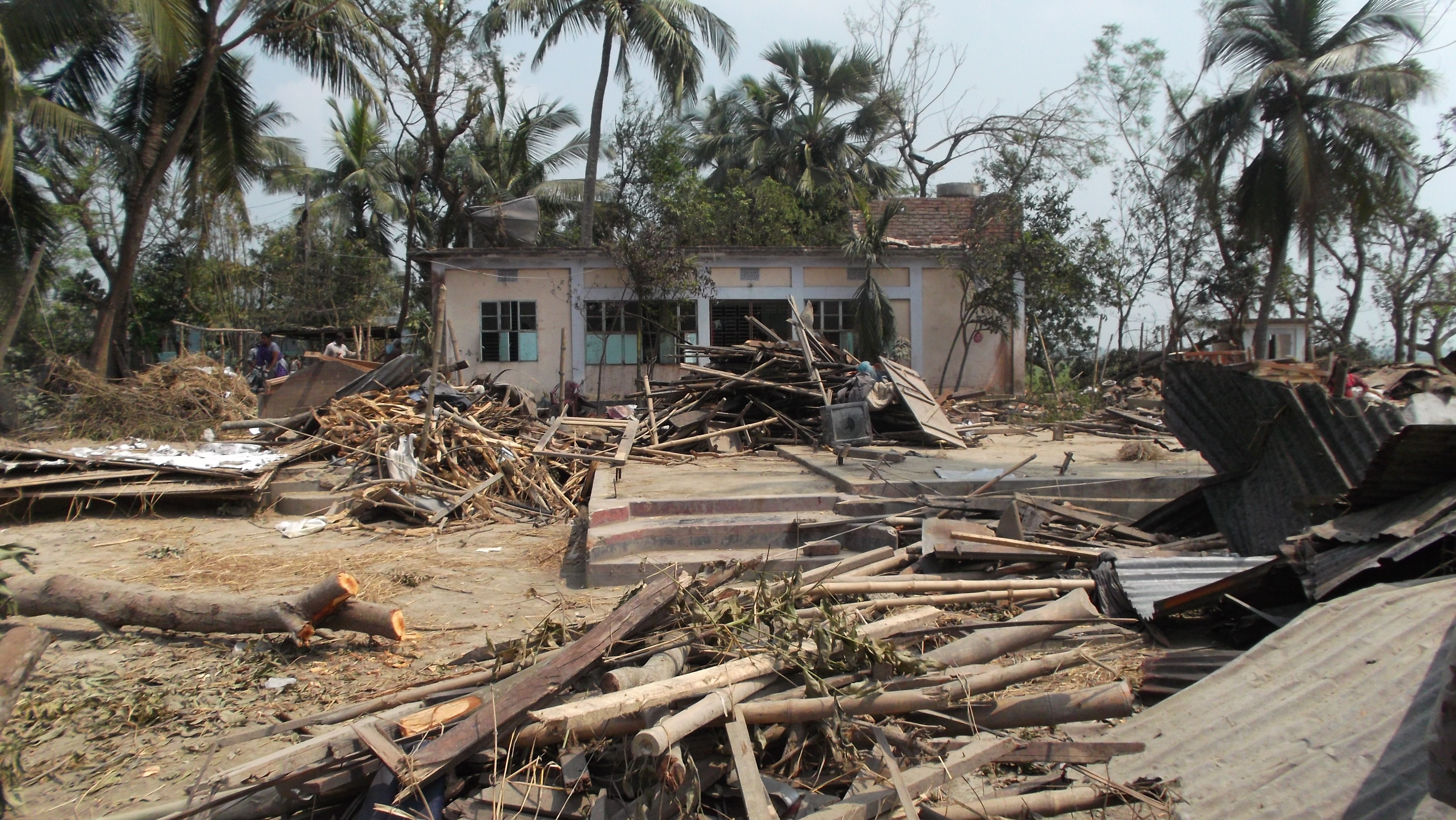
Danos causados por tornados em Bangladesh

Bangladesh e as regiões orientais da Índia são muito vulneráveis a tornados destrutivos. Os países de Bangladesh, Filipinas e Japão possuem os maiores números de tornados registrados na Ásia. O tornado mais mortal já registrado na história global atingiu o distrito de Manikganj, em Bangladesh, em 26 de abril de 1989, matando cerca de 1.300 pessoas, ferindo 12.000 e deixando aproximadamente 80.000 pessoas desabrigadas. Cinco outros eventos de tornados registrados mataram mais de 500 pessoas no Bangladesh, o mais recente em 13 de Maio de 1996, quando um tornado impactou os distritos de Jamalpur e Tangail, matando mais de 600 pessoas.
O leste, sul e norte da China frequentemente sofre de tornados destrutivos. Tempestades severas que produziram múltiplos tornados e granizadas já atingiram uma área densamente povoada de fazendas e fábricas perto da cidade de Yancheng, na província de Jiangsu, cerca de 800 quilômetros (500 milhas) ao sul de Pequim, China. Em toda a China, estima-se que possam ocorrer 100 tornados por ano, com alguns excedendo F2 em intensidade, com atividade mais prevalente nas regiões orientais. Durante o período de 1948 a 2013, 4.763 tornados foram confirmados na China.
Tornados também são muito comuns na Indonésia e Malásia, porém praticamente todos sendo de natureza não supercelular (landspout), e raramente classificados.
Tornados severos também já foram registrados em países como a Tailândia e Vietnam, alguns com casualidades.

### Europa
O Reino Unido tem o maior número de tornados anuais por área terrestre por ano, 0,14 por 1000 km 2 (embora esses tornados sejam geralmente fracos), e outros países europeus possuem um número semelhante de tornados por área. Um evento notável foi tornado IF3 que atingiu Birmingham, Reino Unido, em julho de 2005. Uma fileira de casas de tijolos foi destruída, mas ninguém morreu.
Em 24 de junho de 2021, um dos piores tornados já registrados na Europa desde os tornados de 1984 em Ivanovo e Kostroma (na União Soviética), afetou os distritos de Moravia, na República Checa. Foi um tornado com aparência de um "stovepipe", que depois das extensas e longas análises de danos, foi classificado como um F4 e IF4 (na Escala Fujita e Escala Fujita Internacional), respectivamente. Esse evento é oficialmente considerado como o maior tornado e também um dos mais extensos já registrados na Europa.
A Europa como um todo tem cerca de 300 tornados (em terra) por ano. Eles são mais comuns entre junho a agosto, especialmente na Europa Central e no Vale do Pó, na Itália, e mais raros de janeiro a março. Tornados fortes (F2, F3) ocorrem frequentemente, mas tornados violentos (F4, F5) são bem raros - as taxas de retorno para eventos F4 são de uma década ou mais em todo o continente, e não há registros oficiais de F5 no período contemporâneo na Europa. Assim como nos EUA, os tornados estão longe de serem distribuídos uniformemente. Desde 1900, tornados mortais ocorreram na Áustria, Bélgica, Chipre, República Checa,Finlândia, França, Alemanha,Itália, Lituânia, Estônia, Malta, Países Baixos, Polônia, Ucrânia, Portugal, Romênia, Rússia e Reino Unido. A onda de tornados de Ivanovo–Yaroslavl de 1984, com mais de 400 óbitos e 213 feridos, foi a onda de tornados mais mortal do século XX na Europa. Incluiu pelo menos dois tornados com classificação F4 (antes foram classificados oficialmente como F5, mas rebaixados para F4).

### América do Norte

#### Canadá

O único tornado F5 confirmado no Canadá ocorreu em Elie, Manitoba, em 22 de junho de 2007

O Canadá sofre anualmente com inúmeros tornados, embora menos que os Estados Unidos. Em média, são relatados 62 por ano, mas espera-se que esse número seja, na verdade, maior devido a tornados não detectados em grandes extensões de áreas subpovoadas.A NOAA registra uma média superior a 100 por ano no Canadá.Essas tempestades causam dezenas de milhões de dólares em danos. A maioria tem intensidade F0 ou F1 fraca, mas em média há alguns F2 ou mais fortes que chegam a cada temporada.
Por exemplo, a frequência de tornados no sudoeste de Ontário é cerca de metade daquela das áreas mais propensas a tornados nas planícies centrais dos EUA. As últimas mortes múltiplas relacionadas a tornados no Canadá foram causadas por um tornado em Ear Falls, Ontário, em 9 de julho de 2009, onde 3 morreram, e o último tornado assassino foi em 21 de junho de 2021 em Mascouche, Quebec.Os dois tornados mais mortais em solo canadense foram o tornado de Regina de 30 de junho de 1912 (28 mortes) e o tornado de Edmonton de 31 de julho de 1987 (27 mortes). Ambas as tempestades foram classificadas como F4 na escala Fujita. A cidade de Windsor foi atingida por fortes tornados quatro vezes ao longo de 61 anos (1946, 1953, 1974, 1997), com intensidade variando de F2 a F4. O primeiro tornado oficial F5 do Canadá atingiu Elie, Manitoba, em 22 de junho de 2007.Os tornados são mais frequentes nas províncias de Alberta, Saskatchewan, Manitoba e Ontário.

#### Estados Unidos

Relatórios médios anuais de tornados nos Estados Unidos.

Tornados confirmados de 1950 até 2019.

Os Estados Unidos tiveram uma média de 1.274 tornados por ano entre 2001 e 2011. Abril de 2011 registrou o maior número de tornados até o momento em qualquer mês da história do Serviço Nacional de Meteorologia dos EUA: 875.O país tem mais tornados anualmente do que qualquer outro e registra tornados EF4 e EF5 muito mais violentos do que qualquer outro lugar. Os fenômenos de tornados mais extremos (como a ocorrência de tornados de força EF5, registros de largura, trajetória e velocidade do vento medida, a ocorrência de fenômenos como tornados gêmeos e ondas de tornados particularmente grandes e intensos) são quase exclusivos dos Estados Unidos.
Tornados são comuns em muitos estados, mas são mais comuns a oeste dos Montes Apalaches e a leste das Montanhas Rochosas. Os estados do litoral atlântico: Carolina do Norte, Carolina do Sul, Geórgia e Virgínia também são vulneráveis, assim como a Flórida, embora a maioria dos tornados da Flórida sejam relativamente fracos, geralmente EF0 ou EF1. Os estados do sul também foram altamente impactados em termos de vítimas. Mais tornados ocorrem no Texas do que em qualquer outro estado dos EUA, mas o estado que tem o maior número de tornados por área é a Flórida, porém a maioria sendo geralmente fracos. Tornados geralmente ocorrem ao longo das bordas dos furacões que atingem o estado. O estado com o maior número de tornados fortes por área é Oklahoma, enquanto o estado vizinho do Kansas registra o maior número de tornados EF4 e EF5 no país.
Tornados podem ocorrer a oeste da divisão continental, mas são pouco frequentes e geralmente relativamente fracos e de curta duração. Recentemente, tornados atingiram as cidades da costa do Pacífico de Lincoln City, Oregon (1996); Sunnyvale, Califórnia (1998); Port Orchard, Washington (2018); e o centro de Salt Lake City, Utah (1999).O Vale Central da Califórnia é uma área com alguma frequência de tornados, embora de intensidade muito fraca.
O tornado mais mortal registrado nos EUA é o tornado Tri-State de 18 de março de 1925, que varreu o sudeste do Missouri, o sul de Illinois e o sul de Indiana, matando 695 pessoas. A maior onda de tornados já registrada - com 353 tornados em apenas 3+1⁄2 dias (incluindo quatro tornados EF5 e onze EF4) — ocorreram a partir de 25 de abril de 2011 e se intensificaram em 26 e 27 de abril (um dia recorde), antes de terminar em 28 de abril de 2011, agora conhecido como Super Onda de Tornados de 2011.Uma onda de tornados semelhante foi observada em 1974.

### América do Sul

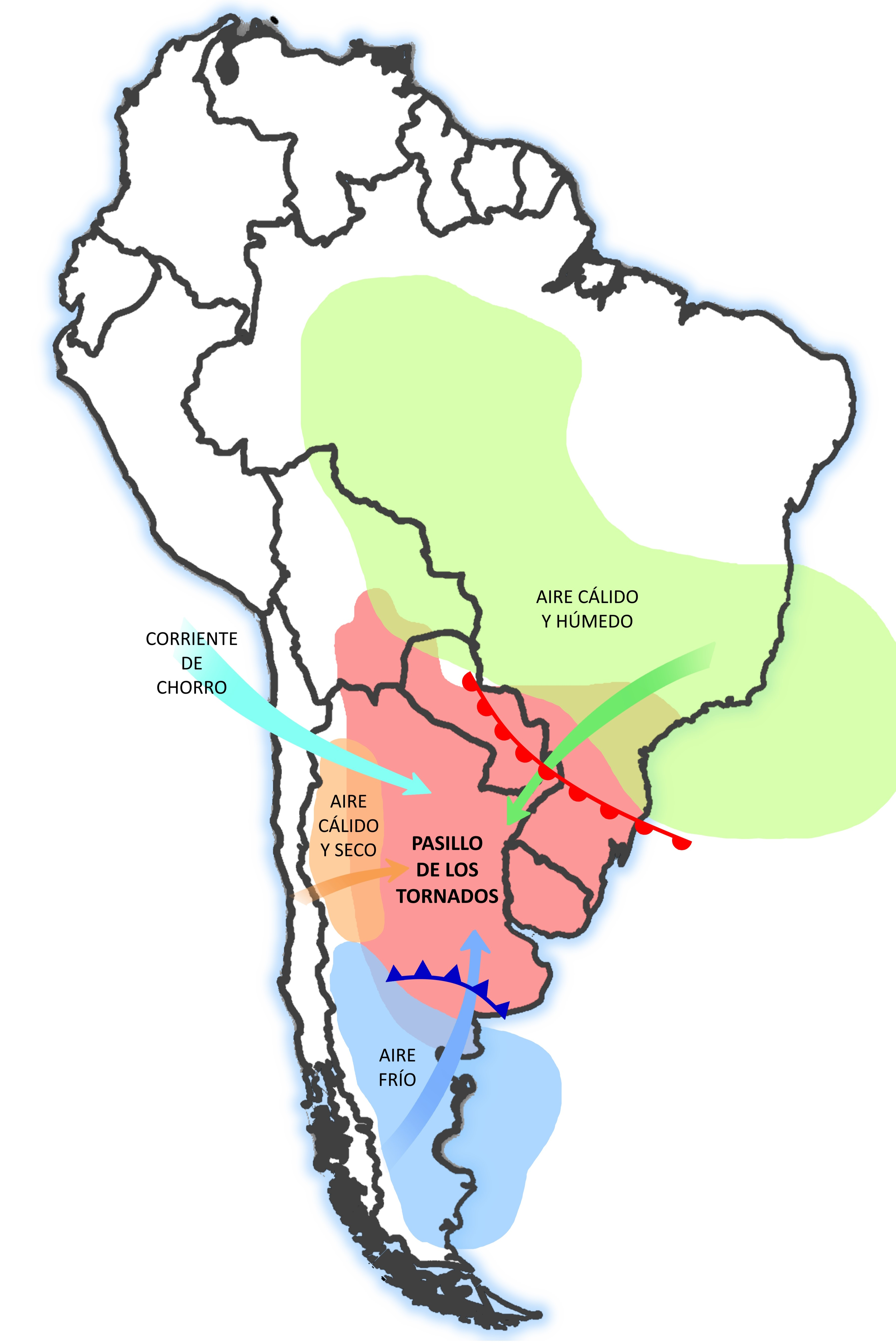
Diagrama explicando os sistemas climáticos que contribuem para a ocorrência de tornados no Corredor dos Tornados da América do Sul (em vermelho).

Países como Argentina, sul e sudeste do Brasil, Uruguai e parte do Paraguai. A Argentina tem muitas áreas com alta atividade de tornados e também um dos tornados mais intensos do Hemisfério Sul, como o F5 em San Justo, na Argentina, uma cidade na província de Santa Fé, com ventos que ultrapassaram 400 km/h (249 mph). No Brasil, um dos eventos mais notáveis ocorreu em 24 de maio de 2005, quando um tornado de múltiplos vórtices F3atingiu o distrito industrial do município de Indaiatuba, no estado de São Paulo. No mesmo dia, houve um registro de um outro tornado destrutivo em Itatiba (SP).
Em 13 de junho de 1997, um tornado sem classificação (mas presume-se em um F4), devastou 80% do município de Nova Laranjeiras, no estado do Paraná. Praticamente a maioria das casas de alvenaria bem construídas foram implodidas, e niveladas aos assoalhos, com seus escombros pesados arremessados em centenas de metros. Árvores foram completamente descascadas e veículos arremessados em alguns km de distância.
Os piores tornados significativos que ocorreram muito ao norte da zona tornádica da América do Sul, inclui os tornados F3 e F2 de Ivinhema (estado do Mato Grosso do Sul)/1983 e Ribeirão Preto (estado de São Paulo)/1994, respectivamente.

### Oceania

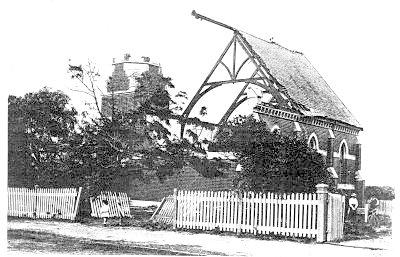
Danos causados pelo tornado de Brighton em 1918 no estado de Victoria, na Austrália

A Austrália sofre cerca de 30 a 80 tornados por ano. O número real é provavelmente maior, uma vez que tornados em regiões remotas podem não ser reportados.Os tornados na Austrália são normalmente fracos, embora tornados fortes já tenham sido observados. Em 29 de novembro de 1992, um tornado F4 atingiu Bucca em Queensland.
A Nova Zelândia tem uma média de 7 a 10 tornados por ano, a maioria dos quais são geralmente fracos.Um raro tornado F3 atingiu Motunui em Taranaki em 15 de agosto de 2004, matando duas pessoas e ferindo outras duas. Um tornado mortal atingiu os subúrbios ao norte de Auckland em 3 de maio de 2011, matando uma pessoa e ferindo pelo menos 16.

## Mudanças em longo prazo
A climatologia confiável dos tornados está limitada em um espaço geográfico e temporal; somente desde 1976 nos Estados Unidos e desde 2000 na Europa que estatísticas completas e precisas de tornados têm sido registrados. No entanto, algumas tendências podem ser notadas em tornados causando danos significativos nos Estados Unidos, já que estatísticas um tanto confiáveis sobre tornados violentos existem já em 1880. O pico de alta incidência de tornados violentos parece mudar do Sudeste dos Estados Unidos para o sul das Grandes Planícies a cada poucas décadas. Além disso, a década de 1980 parecia ser um período de baixa atividade de tornados nos Estados Unidos, e o número de tornados com múltiplos óbitos diminuiu a cada década, da década de 1920 até a década de 1980, sugerindo um padrão multidal de algum tipo. Além disso, o aviso e a previsão do tempo mais avançados levaram a menos óbitos relacionados a tornados.

## Links externos
- Climatologia de tempestades severas nos EUA (NSSL)
- Climatologia de Tornados dos EUA (NCDC)
- Climatologia de Tornados dos EUA (Universidade de Nebraska–Lincoln)
- Quando e onde ocorrem os tornados? (Atlas Nacional dos Estados Unidos)